# WT Social
WT:Social conocido también como WikiTribune Social, es un servicio estadounidense de microblogging y redes sociales en el que los usuarios contribuyen a "subwikis". Fue fundado en octubre de 2019 por el cofundador de Wikipedia Jimmy Wales como una alternativa a Facebook y Twitter. El servicio no contiene anuncios y obtiene fondos a base de donaciones. A mediados de noviembre de 2019, hay alrededor de 160,000 usuarios.

## Creación y lanzamiento
Jimmy Wales creó WT:Social después de sentirse frustrado con Facebook y Twitter por lo que llamó su "disparate de clickbait". El formato está destinado a combatir las noticias falsas al proporcionar noticias basadas en evidencia con enlaces y fuentes claras. WT:Social permite a los usuarios compartir enlaces a sitios de noticias con otros usuarios en "subwikis". A diferencia de su predecesor, WT:Social no fue financiado de manera colectiva para "mantener un estricto control de los costos". En octubre de 2019, Wales lanzó el sitio. Cuando un nuevo usuario se registraba, se colocaría en una lista de espera con miles de otros. Para omitir la lista y obtener acceso al sitio, los usuarios tuvieron que hacer una donación o compartir un enlace con amigos. Para el 6 de noviembre, el sitio tenía 25,000 usuarios. Ese número había crecido a 160,000 a mediados de noviembre. Se afirmó que esa cifra era de 200.000 a mediados de noviembre y de 400.000 al 3 de diciembre. Sin embargo, este rápido crecimiento no se mantuvo; el número de usuarios reportado al 8 de febrero de 2021 era de 472.375.

## Desarrollo posterior
Citado en la Stanford Social Innovation Review del verano de 2020, Wales dijo: "No estamos haciendo un buen trabajo para exponer realmente las mejores cosas en la plataforma. Así que esa es nuestra siguiente fase de evolución". Este enfoque implicaba destacar las contribuciones de personajes públicos.

## Software
Desde su lanzamiento, WT.Social se ejecuta en software propietario, en lugar de en software libre como Mastodon o cualquier otro software de interoperable basado en un estándar abierto como el fediverso. Sin embargo, el 7 de noviembre de 2019, Wales declaró que acababa de conocer la existencia de ActivityPub y que estaba investigando sobre ella. Más tarde, Wales declaró que el código sería liberado bajo GPLv3 en el futuro.